# Ватник
Ватная куртка (также ва́тник, телогрейка, стёганая фуфа́йка) — стёганая ватная куртка, предмет спецодежды.
В разных районах России под ватными куртками (ватником) могут понимать различные предметы верхней одежды от тёплой рубашки до ватной безрукавки («душегрейки»).

## Этимология
Слово ватник — производное от слова «вата», появившегося в русском языке в XVIII веке. Ср. «ватница» (ватная юбка), зафиксированное на Енисее в 1865 году.
В XIX веке слово обозначало также профессию изготовителя ваты, а сами ватники назывались в то время обычно «ватными кофтами» или «ватными фуфайками».
Радченко и Архипова относят возникновение современного смысла слова «ватник» к 1930-м годам.

## Ватная куртка в вооружённых силах
Русская армия столкнулась с «ватными куртками», «ватными фуфайками» (ватниками) в качестве одежды солдат во время русско-турецкой войны 1877—1878 годов. Современники отмечали «совершенный контраст» с русской военной формой того времени, приспособленность к климату с резкими переменами температуры и охотное использование трофейных ватников русскими солдатами.
Известные как «теплушки» или «тёплые ватные бешметы», ватники в Российской империи входили в необходимый набор обмундирования кавказских казаков. Приказ Военного ведомства № 199, за 1885 год, предлагал на выбор казаку иметь овчинный полушубок или ватный бешмет. Полушубки были гораздо практичнее, и в войсках до 1900 года требовали иметь именно полушубки. Однако полушубки не помещались во вьюк, и с 1901 года казаков обязали иметь ватные бешметы (полушубки были по-прежнему разрешены «для домашнего обихода»).
Ко времени русско-японской войны ватник (опять-таки под названием «теплушка») входил в зимний комплект обмундирования рядовых (но им пользовались также и офицеры). Теплушка обычно надевалась под мундир или шинель, но по приказу командира полка можно было использовать теплушку и без мундира и шинели на «домашних» учениях и занятиях.

### ВС СССР
Куртка и штаны ватные, элемент зимнего обмундирования военнослужащих ВС СССР (носились в зависимости от температуры), введены в 1932 году, в связи с улучшением снабжения в ВС Союза. Куртка ватная надевалась под шинель.
В 1935 году с успехами оборонной промышленности Союза качество изделий улучшилось, и куртка ватная стала изготавливаться из трико-диагонали, меланжевой, водоупорной пропитки цвета хаки. На каждом борту куртки ватной имелось по пять сквозных петель и пять больших форменных пуговиц. Воротник (отложной) застегивался на один металлический крючок и петлю. Со стороны нижнего воротника имелся хлястик (вертушка). Куртка ватная имела два боковых косых, прорезных кармана с прямыми клапанами. На полах и спинке имеется настроченная кокетка. Спинка стачная. На спинке, под углами кокетки до низа, настрачивалось две планки из основного материала по линии стачки. На планках на уровне талии оставлялись отверстия для продевания поясного ремня. На боковых швах пришивались по одному металлическому крючку для поддерживания поясного ремня. Куртка ватная имела двухшовные рукава без обшлагов, с полухлястиком, вшитым в передний шов рукава, и застегивающийся на одну петлю и большую форменную пуговицу. Воротник, борта, клапаны, верх карманов, полухлястик рукава, настрочка ремней и кокетка прострачивались на расстоянии 0,5 сантиметра от края. Низ куртки подгибался на 2,5 сантиметра.
Порядок обеспеченья курткой уточнялся приказом наркома от 15 декабря 1938 года и Постановлением СНК и ЦК ВКП(б) № 129 — 55, от 18 января 1941 года.
Приказом Наркома Обороны Союза ССР № 283, от 25 августа 1941 года на снабжение была принята куртка ватная, стёганая. Куртка ватная, стёганая, со стояче-отложным воротником. Стан куртки прямой, простеганный на вате параллельными строчками, застегивается на пять пуговиц. С боков пол имеются пристроченные карманы, вшитые в боковые швы. На талии для поддержания поясного ремня имелись две боковые шлёвки. Рукава заканчивались внизу небольшой шлицей и манжетами, застегивавшимися на одну пуговицу шлёвкой, пришитой к концу наружной половинки манжета.
С 1 апреля 1942 года приказом Народного Комиссара Обороны СССР «О порядке прекращения с 1 апреля 1942 года выдачи шинелей рядовому и младшему начсоставу тыловых частей и учреждений и отдельным категориям военнослужащих и переводе их на снабжение ватными куртками» № 0241 4 апреля 1942 г. шинели были заменены на куртки ватные, двухбортные в тыловых и некоторых других частях Красной армии.

## Производство
В СССР телогрейки производились по следующим ГОСТам:
- ГОСТ 826—54 Телогрейка ватная. Размеры и технические условия;
- ГОСТ 5564—50 Спецодежда. Телогрейка ватная мужская;
- ГОСТ 5565—50 Спецодежда. Телогрейка ватная мужская (безрукавка);
- ГОСТ 5566—50 Спецодежда. Телогрейка ватная женская.

Телогрейки производились мужские и женские (женские были короче и с застёжками справа налево), для гражданских и военных нужд (военные телогрейки имели внутренний карман), со сквозной простёжкой и без неё (для особо холодных районов). Верх телогрейки выполнялся из прочной ткани тёмного цвета (для военных использовалась ткань защитного цвета), подкладка была из бязи. Телогрейки застёгивались с помощью пяти навесных петель и пуговиц. В боковые швы на талии был вшит хлястик, состоящий из двух затяжников, соединённых пряжкой.
После 1959 года гражданские телогрейки со сквозной простёжкой более не выпускались и были заменены куртками на вате без сквозной простёжки.
Телогрейки для использования в особо холодных районах производились по ТУ МПТШП СССР № 979-55 и ТК УВОС ГИ МО 2444 ведомости изменений № 3 от 17.12.1958 года. Они имели капюшон, ветрозащитный клапан с застёжкой на четыре пуговицы, отложной воротник из искусственного меха с застёжкой-хлястиком, напульсники на рукавах. Эти телогрейки были рассчитаны на использование ремня.
Дешёвая и предельно простая в производстве ватная куртка, самая массовая зимняя верхняя одежда в СССР, всегда была символом функциональной одежды, где эстетика полностью уступила место чисто прагматическим соображениям. В конце XX века вызвала некоторый интерес на Западе как экзотический предмет «постсоветского» стиля.